# 컨페티

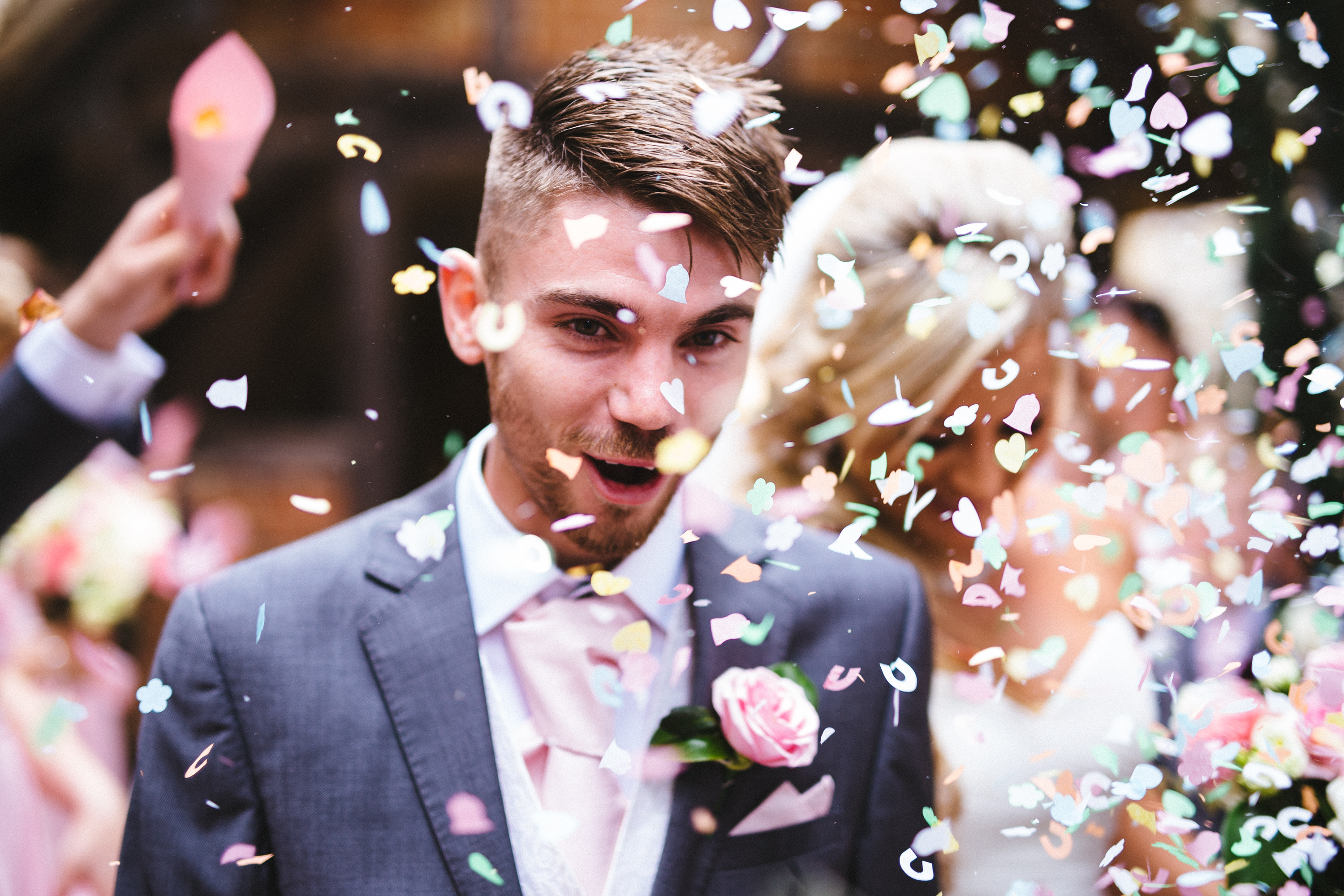
신랑에게 뿌려지는 컨페티

컨페티(영어: confetti)는 축제, 결혼식 등의 행사에서 사용되는 종이다. 일반적으로는 색종이를 작게 사각형이나 삼각형으로 재단한 것이 사용되고 있다.

## 같이 보기
- 술모나